# Distant Satellites
Albums de Anathema
Untouchable/Universal
(2013) The Optimist
(2017)
Distant Satellites est le dixième album studio du groupe britannique de rock progressif Anathema publié le 9 juin 2014 par Kscope.

## Liste des chansons
| No  | Titre                     | Durée |
| --- | ------------------------- | ----- |
| 1.  | The Lost Song, Part 1     | 5:53  |
| 2.  | The Lost Song, Part 2     | 5:47  |
| 3.  | Dusk (Dark Is Descending) | 5:59  |
| 4.  | Ariel                     | 6:28  |
| 5.  | The Lost Song, Part 3     | 5:21  |
| 6.  | Anathema                  | 6:40  |
| 7.  | You're Not Alone          | 3:26  |
| 8.  | Firelight                 | 2:42  |
| 9.  | Distant Satellites        | 8:17  |
| 10. | Take Shelter              | 6:07  |